# 小沢奈美
小沢 奈美（おざわ なみ、1971年3月16日 - ）は、日本の元AV女優。

## 略歴・人物
オムニバスAVへの出演を経て、1989年6月に『好きよ!!　キャプテン』（VIP）で単体デビュー。丸顔の美少女系AV女優で、ニックネームは「ポンポコピー」。アイドル然とした存在感は当時のAV女優の中で一歩抜け出ており、デビューするとたちまち売れっ子になった。人気がピークにあった1990年には、AV雑誌『アップル通信』の人気投票で4ヶ月間にわたり1位を獲得した。
インタビューでは、自分の出演したビデオのみならず業界誌や雑誌全てに目を通し研究しているという趣旨の発言をしている。強気で個性が強いといわれる性格の一方で、ファンサービスを徹底して行う一面もあった。出演作にはソフトな内容のものが多いが、ドラマタッチの作品では芝居勘の良さを見せた。
2年前後の短い活動期間に単体作品だけで30本を超えるビデオに出演。2006年までに3分の1以上がDVD化されている。
ハードプレーも行う美少女女優であった。
異なるプロフィールがいくつかある。
- 「パパ、熱いモノがほしい」のケース裏面のプロフィールでは、身長:160cm、B:82・W:59・H:84としている[5]。
- 「Hな誘惑」のケース裏面のプロフィールでは、身長:159cm、B:82・W:56・H:84としている[6]。
- 「リアルエクスタシー 3」のケース裏面のプロフィールでは、出身地:東京都 神田生まれの江戸っ子、身長:159cm、B:82(Bカップ)・W:57・H:84としている[1]。
- 「胸さわぎの乙女たち 第三話 危ない課外授業」のケース裏面のプロフィールでは、身長:160cm、B:82・W:59・H:84としている[7]。

スポーツ:テニス、水泳。
趣味:料理。お菓子づくり。
特技:料理を作ること。
好きなタレント:長渕剛、山田邦子。

## 出演作品

### アダルトビデオ（オリジナル作品）
1989年
- ADULT VIDEO MAGAZINE Juice Vol.14 小沢奈美・浅田純子 ほか（5月19日、VIP）※イメージビデオ
- 好きよ!! キャプテン（6月9日、VIP）※AVデビュー作
- パパ、熱いモノがほしい（9月8日、VIP）
- なまこ狂い（9月21日、アリスJAPAN）
- 妹の下着 2（10月5日、VINL）
- 胸さわぎ（10月26日、コロナ社/LEGEND）
- 熱いテンプテーション（誘惑）（11月5日、ASTRO（笠倉出版社））
- 二学期（11月12日、宇宙企画）
- Hな誘惑（11月16日、Five Stars）
- オフィスラブ タイトスカート破かれて（11月24日、VIP）
- 奈美ちゃん人形と遊びましょ 小沢奈美（12月14日、VINL）
- 見習い看護婦 性春日記 小沢奈美＋望月未来（12月15日、笠倉出版社）
- 姫子 12（12月24日、宇宙企画）
- あぶない野外授業 小沢奈美・庄司みゆき・中原絵美（12月25日、二見書房/マドンナ社）全3名
- 裏筋口激（新東宝 W-02）

1990年
- おじさん! イターい（1月6日、LEGEND）
- フラッシュバック 21（1月21日、アリスJAPAN）
- 出血大制服 Vol.5（2月16日、VIP）
- 淫らな指（2月20日、笠倉出版社）※イメージビデオ
- ヘルスエンジェル.2 裏筋口激（2月28日、EVE）
- 糸ひく絶頂（3月15日、KUKI）
- No.1 小沢奈美 局の秘密（4月7日、ステラ）
- あなたとしたい（4月21日、アテナ）
- 放射能汚染 PART 07（5月7日、ロイヤルアート/TOKYOパリス）
- リアルエクスタシー 3（5月24日、スーパークリスタル）
- 逆ソープ天国 6（6月5日、DIRECTORS）
- 小沢奈美の濡れすぎたランジェリー（7月21日、VIP）
- 東京ドドンパ娘 私の過去を追わないで（8月2日、クリスタル映像）
- メイクさん、本番ですよ（8月23日、Pyramid-Sexy Collection）
- 仏の顔にも三度 奈美のなんて事シスター（8月26日、ミス・クリスティーヌ）
- 私達にTEL下さい（9月5日、パピヨン）
- とっても悪戯（9月28日、ジャパンホームビデオ）
- 極上しまり姫（10月5日、Five Stars）
- シンデレラになりたくて AV女優小沢奈美の性の事情（10月21日、ジェイ・ブイ・ディー/Mink）
- 小沢奈美のエッチな床屋さん（10月25日、シャイ企画）
- ブラックホール 奈美の吸引力（11月22日、BLACK HOUSE （アイダス））
- 女教師 悪夢の罠 4（12月5日、シェール）
- スーパーエロチカ（12月5日、Five Stars）

1991年
- 美女は永遠に 小沢奈美・木田彩水・松本まりな（1月5日、笠倉出版社）全3名
- W口全ワイセツ ダイヤモンドより固くして（1月7日、芳友舎）
- スーパーVIDEO塾 ブルマー倶楽部 3（1月10日、宇宙企画）
- あぶない放課後 女教師スペシャル 9 小沢奈美（1月15日、V&Rプランニング）
- 制服ロマン娘（1月17日、笠倉出版社）全5名
- 看護婦性春日記 パート2　小沢奈美＋沢田未菜子（1月24日、笠倉出版社 CAV32-14）
- 看護婦下半身日記 小沢奈美・大友梨奈（1月24日、笠倉出版社）
- 胸さわぎの乙女たち 第三話 あぶない課外授業 岡田優奈・小沢奈美（1月26日、ステラ）
- ウンタマギール 4 アイドル様式 ポンポコピー徹底解剖!（2月13日、V&Rプランニング）
- 胸さわぎの乙女たち 第四話 若妻に群がる男達 小沢奈美・森山愛里（2月23日、ステラ）
- ヴィーナスの性戦（2月、Five Stars FV-8853）
- 口内写性 6（3月21日、アリーナ・エンターテインメント）
- 公開エッチ講座 みんなの前でかんじちゃう（5月5日、コスミック・インターナショナル）
- 愛欲ラビリンス（7月5日、ヴェスコインターナショナル）
- BONDAGE FANTASY vol.13　縄・淑女（7月20日、大洋図書）
- DDOUBLE ECSTASY 小沢奈美・森下久美（ルナ・エンタープライズ MCV-005）
- ALL OF ME 奈美のすべて（アイディ出版 BE-011）
- プリティギャル競艶 小沢奈美・水樹亜美（アイディ出版 CL-020）
- いとしの熟女（イメージ・ボックス AV-20）
- エレクトリックですすり泣き（ルナ）他出演：松本まりな 他

発売日不明
- 犯され玩具 蜜まみれの天使（CRUSH CR-005）VHS
- 悪戯な聖少女 小沢奈美・弥生しずか ほか（M&Aカンパニー）VHS 全3名

### アダルトビデオ（主な編集版）
1989年
- AVトップギャルズ 小沢奈美・渡辺羊香・槙野しおり（12月5日、ファイブスター FV-8781）全3名

1990年
- ランジェリー大会 濃縮20連発（3月12日、ファイブスター FV-8792）全10名
- ランジェリー大会 濃縮10連発（5月5日、笠倉出版社）全5名
- 快感ゲーム 絶頂三姉妹 松本まりな・小沢奈美・庄司みゆき（6月1日、サクセス・ビデオ・コミュニティー）全3名
- 淑女館 3 庄司みゆき・藤木流花・小沢奈美（6月24日、宇宙企画）全3名
- AV TOP ギャルズベスト10 あぶない贈り物（7月5日 笠倉出版社 AJV31-10）全10名
- べっぴん乳液 2（9月5日、コロナ社）全4名
- 着せかえ制服族 小沢奈美・美穂由紀・岡田優奈（10月12日、シェール）全3名
- 美女館 そこまでやるの 小沢奈美・林由美香・朝比奈樹里（10月16日、ASTRO （笠倉出版社））全3名
- ナース快楽館（11月5日、ファイブスター FV-8835）全5名
- ビデオSEXY倶楽部 43 小沢奈美・有沢ゆみ ほか（11月11日、宇宙企画 UF-70）
- 先生が教えてあげる 2 小沢奈美・浅井理恵・西田あかり（11月25日、マドンナメイト）全3名
- ザ・ナースメモリー 3 小沢奈美・林由美香・島崎理矢（12月1日、笠倉出版社 AJV32-04）全3名
- 高級微笑女倶楽部 1 伊藤さやか・山下麻衣・小沢奈美・水樹亜美（12月4日、コロナ社）全4名
- 淫獣たちの聖夜 樹まり子・小沢奈美・朝比奈樹里 ほか（12月17日、ロイヤルアート DP-26）全5名
- アブナイ美女倶楽部 5 PART3 五島めぐ・いとうしいな・小沢奈美 ほか（ファイブスター FV-8809）全5名
- 制服マンマンくらべ 五島めぐ・小沢奈美・森村あすか・工藤ひとみ ほか（ファイブスター FV-8849）全10名
- 必殺裏筋ネッキングブリーカー（新東宝ビデオ）全6名

1991年
- 制服ロマン娘（2月5日、笠倉出版社）全5名
- ベストAVギャル’91 10人の女神うずく！（2月8日、大陸書房 PV-1717）全10名
- セクシーカーニバル in シャイ 2（3月8日、シャイ企画）全5名
- ねらわれた10人の美獣たち（5月7日、コロナ社）全10名
- AVトップギャル6人THE ONANIE（5月20日、笠倉出版社）全6名
- マドンナメイトスペシャル 特撮版 2（5月25日、二見書房）全14名
- 花嫁の「あぶない下半身」 小沢奈美・森山愛里・河合美果（6月5日、笠倉出版社）全3名
- AV TOPギャルズベスト10 2 あぶない贈り物（7月5日、笠倉出版社 AVJ32-45）全10名
- あぶない制服 VS ランジェリーSPECIAL 25（10月5日、笠倉出版社 AJV32-51）全25名
- 熱血ナース天国（11月15日、笠倉出版社 AJV32-70）全10名
- THE BEST OF 発射スペシャル 10（アリーナ・エンターテインメント CS-195）全10名
- おしゃぶり曼陀羅 2（アイダス）全5名

1992年
- 口内写性スペシャル 同窓会だよ 全員集合（1月26日、	アリーナ・エンターテインメント）全11名
- ボンデージっぽいの好き（2月20日、テー・ピー・エス）※『ブラックホール』を再編集したもの
- 極太失禁 小沢奈美・芹沢里緒（2月、アミューズカンパニー）
- ナース天国SPECIAL（7月1日、笠倉出版社 AJV33-31）全20名
- 女教師悪夢の罠 スペシャル（11月6日、エッチアールシー/シェール）全4名
- 欲望がうずくの！！ 小沢奈美・東清美・後藤えり子 ほか（ケンケン KEN-009）全6名

1993年
- AVギャル烈伝 2（6月21日、笠倉出版社）全33名
- AVギャル烈伝 3（7月22日、笠倉出版社）全28名
- レンタルAV10年史 トップ10アイドルコレクション（9月25日、笠倉出版社）全10名
- 平成マドンナ100選 1（11月5日、笠倉出版社 AJV74-48）全25名
- あぶない若妻スペシャル（11月13日、笠倉出版社）全20名

1994年
- AV10年史 2（4月29日、VIP）全13名
- レンタルAV10年史 トップ20コレクション特選版 制服大図鑑（5月25日、笠倉出版社 MV-103）全20名

1995年
- 120人の美女 AV秘蔵コレクション 3 樹まり子・小沢奈美・あいだもも 他（1月6日、笠倉出版社）全30名
- 120人美女館 AV10年史 2（11月11日、笠倉出版社）全30名

1997年
- AV15年史ワイド90分PART4（12月26日、笠倉出版社）全30名

1998年
- お宝AVコレクション 木田彩水・小沢奈美（7月5日、アトラス）※「めまいの中で/木田彩水」「出血大制服 5/小沢奈美」収録
- スーパー女教師AV大全 PART2（11月26日、笠倉出版社）全20名
- 制服伝説 小沢奈美・小林里穂・森村あすか・木暮千絵　ほか（メディアバンク）全15名

2000年
- ランジェリー伝説 浅井理恵・吉永あすか・小沢奈美・宏岡みらい ほか（3月31日、メディアバンク）全40名
- 女帝（6月1日、オー・ケイ出版社）
- 女教師Selection（6月16日、メディアバンク）全50名
- クリスタル15年史 The History of Crystal（7月28日、クリスタル映像）（オムニバス）
- アトラスMEGAMIX 2（10月13日、アトラス A00-101）VHS 全18名
  - アトラスMEGAMIX 2 極上の女神たち（2015年8月31日、アトラス21 AVD-052）DVD 全18名
- ルネッサンス 2 甦る口全ワイセツ 樹まり子・村上麗奈・鮎川真理・小沢奈美 ほか（11月10日、h.m.p）多数出演

2001年
- AV20年史 1（2月16日、デジタルドリームデベロップメント）全50名
- コスプレ大百科 コスチュームプレイのすべて 小沢奈美 （3月23日、メディアバンク）
- エロスの殿堂 Vol.5 小沢奈美 & 松本まりな（7月13日、Allure）※『出血大制服 Vol.5/小沢奈美』『桃色観音/松本まりな』収録
- 逆ソープ天国スペシャルエレクト 3（7月19日、アリスJAPAN）全6名
- TEACHERS（8月31日、HRCホームビデオ）全5名
- NAMI TUYUDAKU（11月16日、Tinkerbell）※『着せ替え制服族』『女教師　悪夢の罠 IV』収録
- 放課後エロス（12月14日、メディアバンク）全9名

2002年
- 生縛り（5月3日、デジタルドリームデベロップメント）全10名
- V&R大全集 女教師20人･4時間 2（8月21日、V&R）全20名
- 宇宙企画Classic 淑女館BEST 2（10月11日、宇宙企画）全6名 ※『淑女館 3』『淑女館 4』収録
- アリスJAPAN 2003（12月13日、アリスJAPAN）全24名
- AV20年史 Deluxe 1（12月20日、ファイブスター）全100名

2003年
- ゴージャスオナニー Deluxe（1月24日、Five Star）全40名
- BEST4時間 小沢奈美（3月28日、ATLAS 21）※『パパ、熱いモノがほしい』『オフィスラブ　タイトスカート破られて』『No.1　小沢奈美　局の秘密』『小沢奈美の濡れすぎたランジェリー』収録
- 宇宙企画Classic BEST REMIX 3（7月8日、宇宙企画）（オムニバス）
- ナース20年史 Deluxe 1（7月18日、ディースリー）（オムニバス）
- SHY VINTAGE 小沢奈美+青山ちはる（9月19日、シャイ企画）※『小沢奈美のエッチな床屋さん』収録
- ノーカット・バリューパック!! 小沢奈美（11月7日、アリスJAPAN）※『なまこ狂い』『フラッシュバック21』『逆ソープ天国6』収録
- Re:小沢奈美（11月28日、ロイヤル・アート/M-KING）※『放射能汚染 PART 07』『No.1小沢奈美　局の秘密』収録

2004年
- ベスト・オブ・ザ・AVクィーン（4月23日、アトラス）全6名
- 口全ワイセツBEST［I］（5月21日、h.m.p）全21名
- ATLAS TWENTY ONE（8月20日、アトラス21）※アトラス10周年、200タイトル目達成記念作品
- 女子校生20年史 Deluxe 2（9月10日、ファイブスター）全15名

2005年
- The Best of No.1 小沢奈美Deluxe（5月20日、ファイブスター）※『Hな誘惑』『極上しまり姫』収録

2006年
- 口内写性クロニクル 2（7月21日、アリーナ）（オムニバス）※『口内写性 6』ほか 収録 全4名
- 胸さわぎの乙女たち vol.2 	岡田優奈・小沢奈美・森山愛里（10月20日、アトラス）全3名
- 小沢奈美Memories（12月27日、ロデオドライブ）

2008年
- DECADE gals 小沢奈美・本田亜里沙・早坂絵麻・森原由紀（7月25日、ピエロ）全4名
- I LOVE 小沢奈美 あの感動を今、ここに（12月26日、ロデオドライブ）

2010年
- 復刻 フラッシュバック21（2月12日、アリスJAPAN）
- あのアイドルがスーパーリマスターREMIXで甦る SAMM 完全ベスト 4時間 Vol.1（4月21日、ビデオバンク）全18名

2012年
- AV女優100人 1 時代とメーカーを越えてセレクション（1月7日、オールアダルトジャパン）全100名

2013年
- CORONAアーカイブSPECIAL 8 美少女伝説 小沢奈美（6月28日、コロナ社）
- Legend Special 82 小沢奈美（10月18日、エー・エス・ジェイ）※「胸さわぎ」「おじさん！ イタ～い」「No.1 小沢奈美 局の秘密」収録

2015年
- V＆R 復刻女優 50人（9月11日、V＆R）全50名

### 一般指定ビデオ
- ACTRESSビデオマガジン ギャルズスペシャル 9 小沢奈美・加藤朱里 ほか（1989年9月21日、リイド社）
- 創世紀 小沢奈美・浅野しおり・山下麻衣 ほか（1990年3月20日、英知出版）
- アクトレスビデオ 大胆無敵 No.1 小沢奈美・いとうしいな・朝比奈樹里 ほか（1990年7月1日、リイド社）

### 映画
- スキンレスナイト（1991年4月6日公開、イースタッフユニオン）監督:望月六郎[8]

### オリジナルビデオ
- スカートの中の青春（1990年8月26日、K-NETWORK （V&Rプランニング））

### カセット
- マドンナメイトカセット＜アダルト版＞小沢奈美 エッチな美少女宅急便!（1990年2月25日、二見書房）

## 書籍

### 写真集
- マドンナメイト写真集 小沢奈美（1989年12月25日発行、撮影：太田和也、マドンナ社）　ISBN 4576891758
- My Dear（1990年2月1日発行、撮影：江崎哲朗、三和出版）
- NEWガールフレンド’90 34人の高品位美少女たち 盛本真理子・後藤えり子・小沢奈美 他 全34名（1990年4月25日、英知出版）
- ビデオアイドルコレクション30通のラブレター 渡辺由架 小森愛 ほか 全30名（1991年1月1日、撮影:木村智哉、英知出版）
- SUPER NUDE COLLECTION IV 桜樹ルイ・木田彩水・五島めぐ・あいだもも・小沢奈美 他 全27名（1991年1月10日、スコラ）
- 文庫サイズ写真集 マドンナメイト・カタログ Part.4 樹まり子・沢木まりえ・小沢奈美・木田彩水 他（1991年1月25日、マドンナ社）
- 10 CARATS STORIES あいだもも・長峰ルミ・小沢奈美 他 全10名（1991年9月20日、撮影：木村智哉、英知出版）
- スウィート・ランジェリー 2 あいだもも・高見沢杏奈・木田彩水・小沢奈美 他 全12名（1991年11月20日、英知出版）
- MEMORIES メモリーズ 太田和也作品集 小沢奈美・小林りほ・朝比奈樹里 他 全10名（1994年1月5日、撮影：太田和也、綜合図書）

### 雑誌
- オレンジ通信 1989年7月号、1990年2月号、3月号、6月号（東京三世社）
- 美少女club 1989年7月号（表紙）、1990年4月号（表紙）（サン出版）
- アップル通信 1989年8月号（表紙）、1990年2月号、5月号、10月号（三和出版）
- ACTRESS 1989年8月号、11月号、12月号、1990年4月号、6月号、9月号（リイド社）
- GALSコレクション 1989年9月10日号、1991年9月10日号（少年画報社）
- YOUNGデラックス 1989年11月号、1990年3月号（若生出版）
- VIDEO-X 1989年11月号、1990年10月号（笠倉出版社）
- おとこの遊び専科 1989年11月号、1990年4月号 小沢奈美:等身大ヌードポスター（青人社）
- あぶない女友達356人 1989年11月号（表紙）（サン出版）
- 投稿 熱写ボーイ 1989年12月号（東京三世社）
- VIDE PAL 1989年12月号（表紙）（フロム出版）
- ビデオボーイ 1990年1月号、4月号、5月号、6月号、1991年4月号（英知出版）
- Girl Friends 1990年1月号（表紙）、1991年1月号、5月号（若生出版）
- URECCO 1990年1月号、1991年4月号、6月号（ミリオン出版）
- アップル写真館 1990年2月号（表紙）（三和出版）
- デラべっぴん 1990年3月号、5月号、7月号、9月号、1991年7月号、1992年3月号（英知出版）
- 純情エンジェル 1990年3月号（蒼竜社）
- WEEKLY プレイボーイ 1990年4月17日号（集英社）
- 女子大生ランジェリー 専門課程編 おいしいヒップ!（1990年4月25日、綜合図書）
- さくらんぼ通信 1990年4月号、6月号、7月号、12月号、1991年2月号、7月号、8月号（大洋図書）
- VIDEO PRESS 1990年4月号（表紙）、12月号（大亜出版）
- GRACE 1990年4月号、11月号、1991年1月号、8月号（若生出版）
- 魅惑のランジェリー 1990年4月号（光彩書房）
- ベストビデオ 1990年4月号（三和出版）
- GRACE 1990年4月号、1991年1月号、5月号、11月号（若生出版）
- スーパーボディコンカタログ（1990年5月25日、司書房）
- あくしょんHIGH SCHOOL 1990年5月号、7月号（桃園書房）
- スコラ 1990年6月14日号（スコラ）
- BODY-LINE 誘惑（1990年8月25日、司書房）
- SEXY MINK VOL.3（1990年10月25日、司書房）
- Beppin 1990年2月号、10月号、1991年10月号、11月号（英知出版）
- MAJOHOUSE 1990年10月号（大洋書房）
- ビデオ倶楽部 1990年11月21日増刊号（スコラ）
- TOP Sexies（1990年11月25日、司書房）
- TOP TEN MATE 1990年12月号（若生出版）
- ベストカメラ 1990年7月号（表紙）、1991年4月号（少年画報社）
- ビデオ情報 1990年11月18日盛秋増刊号（日本文芸社）
- '91 SEXY LINGERIE CATALOGUE 1001（1991年1月10日、笠倉出版社）
- ベスト・ランジェリー No.9（表紙）（1991年1月15日、光彩書房）
- SKIN SHIP 1991年1月号（日正堂）
- アダルトビデオ10年史（1991年3月15日、東京三世社）
- BEST VIDEO SPECIAL No.4（1991年3月15日、三和出版）
- GALS COLLECTION 1991年5月号、9月号（日本出版社）
- Show! NO.1 マドンナハウス 1991年5月増刊号（若生出版）
- 投稿告白倶楽部 VOL.10（1991年7月25日、大洋図書）
- ぎゃる～る 1991年7月号（ダイアプレス）
- TOP TEN MATE 1991年9月号（若生出版）
- 女子大生物語 東京記念写真日記 ヒップ・スペシャル（1991年10月15日、綜合図書）
- ランジェリー・コレクション No.11（1991年10月15日、光彩書房）
- VIDEO-X 100号記念特別増刊号（1991年11月20日、笠倉出版社）
- CONTINENTAL GiG! URECCO 1992年1月20日増刊号（ミリオン出版）
- プラチナAVクィーンコレクション EX-DVD 2002年6月号増刊（ビデオ出版）

### コミック
- AVギャル初体験物語(1)（著者:葉月かずお）（1990年11月25日、日本文華社）ISBN 9784821193233

## ゲーム
- ギャルズパニック（1990年、カネコ）※アーケードゲーム
- AVパチスロ Big Chance 小沢奈美・山下麻衣・滝沢美穂（1991年、ハッカーインターナショナル、ファミコンソフト）
- セクシーアイドル麻雀 栗田ひろこ・林由美香・吉川りりあ・小沢奈美・小暮千絵・後藤えり子 ほか 全12名（1993年12月24日、日本物産、PCエンジンスーパーCDソフト）